# Japón en la Copa Mundial de Rugby de 2019
La Selección de rugby de Japón fue uno de los 20 participantes de la Copa Mundial de Rugby de 2019 que se realizó en Japón.
Fue la novena participación de los Cherry Blossoms en la Copa Mundial de Rugby en la que primera vez clasificaron a los cuartos de final.

## Plantel
El 29 de agosto, Japón anunció a su equipo de 31 jugadores para la Copa Mundial de Rugby de 2019.
- Entrenador:   Jamie Joseph

- Encuentros actualizados a fecha 20 de septiembre de 2019

| Posición       | Nombre              | Fecha de nacimiento      | Encuentros | Club                            |
| -------------- | ------------------- | ------------------------ | ---------- | ------------------------------- |
| hooker         | Takuya Kitade       | 14 de septiembre de 1992 | 1          | Suntory Sungoliath              |
| hooker         | Atsushi Sakate      | 21 de junio de 1993      | 18         | Panasonic Wild Knights          |
| hooker         | Shota Horie         | 21 de enero de 1986      | 62         | Panasonic Wild Knights          |
| pilar          | Keita Inagaki       | 2 de junio de 1990       | 30         | Panasonic Wild Knights          |
| pilar          | Koo Ji-won          | 20 de julio de 1994      | 9          | Honda Heat                      |
| pilar          | Yusuke Kizu         | 2 de diciembre de 1995   | 3          | Toyota Verblitz                 |
| pilar          | Isileli Nakajima    | 9 de julio de 1989       | 4          | Kobelco Steelers                |
| pilar          | Asaeli Ai Valu      | 7 de mayo de 1989        | 10         | Panasonic Wild Knights          |
| segunda línea  | Uwe Helu            | 12 de julio de 1990      | 14         | Yamaha Júbilo                   |
| segunda línea  | James Moore         | 11 de junio de 1993      | 4          | Munakata Sanix Blues            |
| segunda línea  | Luke Thompson       | 16 de abril de 1981      | 68         | Kintetsu Liners                 |
| segunda línea  | Wimpie van der Walt | 6 de enero de 1989       | 13         | NTT DoCoMo Red Hurricanes       |
| ala            | Kazuki Himeno       | 27 de julio de 1994      | 13         | Toyota Verblitz                 |
| ala            | Michael Leitch (c.) | 7 de octubre de 1988     | 64         | Toshiba Brave Lupus             |
| ala            | Lappies Labuschagné | 11 de enero de 1989      | 4          | Kubota Spears                   |
| ala            | Amanaki Lelei Mafi  | 21 de enero de 1990      | 25         | NTT Communications Shining Arcs |
| ala            | Yoshitaka Tokunaga  | 10 de abril de 1992      | 12         | Toshiba Brave Lupus             |
| ala            | Hendrik Tui         | 13 de diciembre de 1987  | 45         | Suntory Sungoliath              |
| medio scrum    | Yutaka Nagare       | 4 de septiembre de 1992  | 20         | Suntory Sungoliath              |
| medio scrum    | Kaito Shigeno       | 21 de noviembre de 1990  | 10         | Toyota Verblitz                 |
| medio scrum    | Fumiaki Tanaka      | 3 de enero de 1985       | 71         | Canon Eagles                    |
| medio apertura | Yu Tamura           | 9 de enero de 1989       | 58         | Canon Eagles                    |
| medio apertura | Rikiya Matsuda      | 9 de enero de 1989       | 21         | Panasonic Wild Knights          |
| centro         | Ryoto Nakamura      | 3 de junio de 1991       | 20         | Suntory Sungoliath              |
| centro         | Timothy Lafaele     | 19 de agosto de 1991     | 19         | Kubota Spears                   |
| centro         | Will Tupou          | 20 de julio de 1990      | 11         | Coca-Cola Red Sparks            |
| wing           | Kenki Fukuoka       | 7 de septiembre de 1992  | 32         | Panasonic Wild Knights          |
| wing           | Lomano Lemeki       | 30 de enero de 1989      | 12         | Honda Heat                      |
| wing           | Ataata Moeakiola    | 6 de febrero de 1996     | 4          | Kobelco Steelers                |
| zaguero        | Kotaro Matsushima   | 26 de febrero de 1993    | 32         | Suntory Sungoliath              |
| zaguero        | Ryohei Yamanaka     | 22 de junio de 1988      | 14         | Kobelco Steelers                |

## Partidos de preparación
- Japón participó en la Pacific Nations Cup 2019 como preparación al torneo.

| 6 de septiembre de 2019 | Japón | 7 - 41 | Sudáfrica | Kumagaya Rugby Ground, Kumagaya |  |

## Participación

### Grupo A
| Posición | Selección | Partidos | Partidos | Partidos  | Partidos | Tries a favor | Tantos  | Tantos    | Tantos     | Puntos extra | Puntos |
| Posición | Selección | Jugados  | Ganados  | Empatados | Perdidos | Tries a favor | a favor | en contra | Diferencia | Puntos extra | Puntos |
| -------- | --------- | -------- | -------- | --------- | -------- | ------------- | ------- | --------- | ---------- | ------------ | ------ |
| 1        | Japón     | 4        | 4        | 0         | 0        | 13            | 115     | 62        | +53        | 3            | 19     |
| 2        | Irlanda   | 4        | 3        | 0         | 1        | 18            | 121     | 27        | +94        | 4            | 16     |
| 3        | Escocia   | 4        | 2        | 0         | 2        | 16            | 119     | 55        | +64        | 3            | 11     |
| 4        | Samoa     | 4        | 1        | 0         | 3        | 8             | 58      | 128       | –70        | 1            | 5      |
| 5        | Rusia     | 4        | 0        | 0         | 4        | 1             | 19      | 160       | –141       | 0            | 0      |

#### Partidos
| 20 de septiembre de 2019, 19:45                                                                                            | Japón | 30 – 10 | Rusia                                                                         | Tokyo Stadium, Tokio | |
| | Tries: Matsushima 12', 39', 69' Labuschagné 47' Conversiones: (1/3) Tamura 40' (1/1) Matsuda 71' Penales: (2/2) Tamura 44', 64' | Reporte | Try: 5' Golosnitsky Conversión: 6' Kushnarev (1/1) Penal: 61' Kushnarev (1/1) | Asistencia: 45 745 espectadores Árbitro(s): Nigel Owens Jueces de touch: Nic Berry Matthew Carley Television Match Official: Ben Skeen | Asistencia: 45 745 espectadores Árbitro(s): Nigel Owens Jueces de touch: Nic Berry Matthew Carley Television Match Official: Ben Skeen |
| Kotaro Matsushima (Japón) es el primer jugador en anotar un hat-trick en un partido inaugural de la copa mundial de rugby. | |         |                                                                               | | |

| 28 de septiembre de 2019, 16:15 | Japón                                                                                  | 19 – 12 | Irlanda                                                       | Shizuoka Stadium Ecopa, Shizuoka | |
| | Try: Fukuoka 58' Conversión: (1/1) Tamura 60' Penales: (4/5) Tamura 17', 33', 39', 71' | Reporte | Tries: 13' Ringrose 20' Kearney Conversiones: 21' Carty (1/2) | Asistencia: 47 813 espectadores Árbitro(s): Angus Gardner Jueces de touch: Jérôme Garcès Matthew Carley Television Match Official: Ben Skeen | Asistencia: 47 813 espectadores Árbitro(s): Angus Gardner Jueces de touch: Jérôme Garcès Matthew Carley Television Match Official: Ben Skeen |
| Iain Henderson (Irlanda) alcanzó los 50º test match. Es la primera victoria de Japón sobre Irlanda. Es la primera derrota de Irlanda en la fase de grupos desde la derrota 30–15 ante Argentina durante la copa mundial 2007. Es la primera derrota de Irlanda frente a una selección de segundo nivel desde la derrota 40–25 ante Samoa en 1996. Esta es la primera vez que Irlanda no logra anotar ningún punto en la segunda mitad de un partido desde su partido contra Francia en el Seis Naciones 2016. |                                                                                        |         |                                                               | | |

| 5 de octubre de 2019, 19:30 | Japón | 38 – 19 | Samoa                                                                                  | City of Toyota Stadium, Toyota                                                                                   | |
|                             | Tries: Lafaele 28' Himeno 53' Fukuoka 76' Matsushima 80+5' Conversiones: (3/4) Tamura 29', 55', 80+7' Penales: (4/5) Tamura 3', 8', 24', 51' | Reporte | Tries: 73' Taefu Conversiones: 74' Taefu (1/1) Penales: 10', 15', 34', 45' Taefu (4/5) | Árbitro(s): Jaco Peyper Jueces de touch: Angus Gardner Federico Anselmi Television Match Official: Graham Hughes | Árbitro(s): Jaco Peyper Jueces de touch: Angus Gardner Federico Anselmi Television Match Official: Graham Hughes |

| 13 de octubre de 2019, 19:45 | Japón                                                                                              | 28 – 21 | Escocia                                                                                         | International Stadium Yokohama, Yokohama                                                                     | |
| | Tries: Matsushima 18' Inagaki 26' Fukuoka 40', 43' Conversiones: (4/4) Tamura 20', 27', 40+2', 44' | Reporte | Tries: 7' Russell 50' WP Nel 55' Fagerson Conversiones: 8', 51' Laidlaw (2/2) 56' Russell (1/1) | Árbitro(s): Ben O'Keeffe Jueces de touch: Mathieu Raynal Matthew Carley Television Match Official: Ben Skeen | Árbitro(s): Ben O'Keeffe Jueces de touch: Mathieu Raynal Matthew Carley Television Match Official: Ben Skeen |
| Primer partido en la historia de los mundiales en que Japón derrota a Escocia. Primera clasificación de Japón a cuartos de final de una copa del mundo. | |         |                                                                                                 | | |

### Cuartos de final
| 20 de octubre de 2019, 19:15 | Japón                   | 3 – 26  | Sudáfrica                                                                                            | Tokyo Stadium, Tokio                                                                                     | |
|                              | Penal: (1/1) Tamura 20' | Reporte | Tries: 4', 70' Mapimpi 66' de Klerk Conversión 66' Pollard (1/3) Penales 44', 49', 64' Pollard (3/4) | Árbitro(s): Wayne Barnes Jueces de touch: Ben O'Keeffe Luke Pearce Television Match Official: Rowan Kitt | Árbitro(s): Wayne Barnes Jueces de touch: Ben O'Keeffe Luke Pearce Television Match Official: Rowan Kitt |